# Дідусенко Павло Тимофійович
Павло Тимофійович Дідусенко (Дедусенко) (5 листопада 1872, с. Єлизаветівка, тепер Азовського р-ну Ростовської обл., РФ — 1946, РФ) — український громадський діяч, просвітянин, педагог, науковець, професор.

## Біографічні відомості
Закінчив відділення природознавчих наук фізико-математичного факультету Харківського університету з дипломом 1-го ступеня. Допущений до викладання фізики і космографії в Маріїнській жіночій гімназії (Харків, 12.1897). Керівник практичних занять з аналітичної хімії для студентів-медиків, з неорганічної хімії — для студентів фізико-математичного факультету. Асистент професора О. Тимофєєва під час публічних лекцій з технічної хімії (1897—1898) і професора І. Осипова на публічних лекціях з неорганічної хімії.
З дружиною Ксенією Іванівною Семеновою мешкав у Харкові по вул. Михайлівській, 25. Згідно з наказом міністра освіти (7.07.1901) затверджений у чині титулярного радника. Підвищений до чину колезького асесора за вислугу років зі старшинством (з 15.10.1904). Отримав казенну квартиру в приміщенні Харківського технологічного інституту. Згідно з наказом міністра народної освіти (08.1908) підвищений до чину надвірного радника і, як особа недворянського походження, дістав особисте дворянство. Учасник усіх чотирьох Менделєєвських з'їздів з хімії та фізики: першого (1907), у Петербурзі (12.1911), Тифлісі (06 — 08.1913) та Москві (1925).
Брав участь в укладенні харківського видання «Народної енциклопедії» (1911—1912). У ХТІ читав курси лекцій з аналітичної хімії, кількісного аналізу (1923—1927). Підготував до друку «Вступ до вивчення якісного аналізу» (1919). Одночасно викладав у Комуністичному університеті ім. Артема (1923—1924).
Коли отаман Іван Кобза повернувся до Харкова, то на викладацьку працю в ХТІ його влаштував П. Дідусенко (1922—1928) (були знайомі з 1913 р.). Дідусенка і Кобзу заарештовано ГПУ (3.03.1928) за статтею 54-1 (повалення, підрив або ослаблення радянської влади). Обох вислано на Соловки. Невдовзі І. Кобзу розстріляли. Павло працював у соловецькій хімлабораторії (дружина з малолітньою дитиною поїхала на Біле море до чоловіка). Відбувши трирічний термін заслання, працював доцентом-«зеком» Вологодського молочно-господарського інституту (03 — 09.1932), ночував у зоні при інституті. Повернувся до Харкова, але змушений був переїхати працювати в Хіміко-технологічний інститут у с. Березниках Пермської області Росії (1935), а після його закриття (1936) перебрався до дочки Люби в Москву, де працював в Інституті підвищення кваліфікації для господарників. Після роботи в Узбецькому державному університеті повернувся в Харків (09.1941).
Німецьку окупацію Харкова пережив разом з дочкою Вірою, сином Юрієм та своїм старим батьком, який помер у жовтні 1942 року. Щоб вижити, варив мило і робив сірники в майстернях при інституті. У 1945 р. московська влада згадала його діяльність у німецькій окупації і знову посадила в табір, де він і загинув.

## Громадська діяльність
Заступник голови правління Товариства «Родина» (Харків, 1910), член правління Громадської бібліотеки Харкова (1910—1911), член ради 3-го Товариства взаємного кредиту, член ради Українського т-ва ім. Григорія Квітки-Основ'яненка (Харків, 1912), завідувач фінансової частини Харківського технологічного інституту (1920), секції технічної та аналітичної хімії Харківського наукового товариства, асистент, викладач, професор ХТІ (1917—1928), професор Харківського механіко-машинобудівного інституту (29.10.1933 — 17.11.1934), завідувач кафедри неорганічної хімії Узбецького державного університету (до 08.1941), голова Товариства «Просвіта» (Харків, 1943).
Учасник Першого куреня, створеного М. Міхновським (Харків, поч. ХХ ст.). «Права рука» М. Міхновського. Згідно зі «Зведенням агентурних свідчень про український рух у м. Харкові» від 26 липня 1912 р. щодо позиції харківської інтеліґенції з висунення кандидатів до IV Державної думи, брав у ній активну участь. У документі зазначалося, що станом на 16 січня 1911 р. він разом із М. Міхновським та його братом Олександром Міхновським, а також Іваном Кулиничем «є українофілом та членом-засновником 3-го Харківського товариства взаємного кредиту». Автор статті «Шевченківський вечір у Харкові» («Рада», 1909).
За часів німецької окупації Харкова продовжував громадську працю. Був членом Товариства «Просвіта», а в 1943 р. став його головою (з подачі Володимира Доленка, тоді голови громадського комітету Харкова). Після заборони товариства німцями провадив просвітню працю напівлегально.

## Родина
Нащадок чорноморських козаків (станом на 1910 р. батько проживав у м. Майкопі Кубанської області).
Був у шлюбі з Ксенією Іванівною Семеновою (передчасно померла), 1906 року побрався вдруге — з українкою з Курська лікаркою Анною Костянтинівною Соколовською. Від першого шлюбу мав дочку Анну та сина Миколу, від другого — дочку Віру та сина Георгія. Нащадки Павла Дідусенка виросли, по суті, росіянами, за що він докоряв своїй дружині Анні: «Понароджувала мені кацапенят». Однак щонайменше одна онучка, Ольга Олексіївна Шаповал, виросла і все життя працювала в українському середовищі. Вступила на навчання на радіотехнічний факультет Львівської політехніки, який успішно закінчила в 1970 р. Все подальше життя працювала в Науково-дослідному інституті Львівської політехніки. Померла бездітною в 76-річному віці (26.11.2020).